# Sympycnus plexsim
Sympycnus plexsim är en tvåvingeart som beskrevs av Dyte och Smith 1980. Sympycnus plexsim ingår i släktet Sympycnus och familjen styltflugor. Inga underarter finns listade i Catalogue of Life.